# 야시카 일렉트로 CC
야시카 일렉트로 CC(Yashica Electro CC)는 35mm 레인지 파인더 카메라다.

## 사양
- 제조국: 일본
- 타입: 35mm 레인지 파인더 카메라(조리개-우선).
- 랜즈: 35mm, f/1.8.
- 셔터: 내부-랜즈, 전자 제어 타입.
- 셔터 속도: 1/250-8초.
- 노출 메터: CdS 셀
- 노출값 범위: EV -1 - EV 16.
- 필름 감도 범위: ISO 25-500.
- 필름 전진: 수동, 레버 동작, 싱글 스트로크.
- 셀프 타이머: 기계식, 10초 연기.
- 배터리: 싱글 6V PX28, 배터리.
- 치수: 120 x 74 x 59 mm
- 무게: 550 g.
- 색깔: 흑색.